# Bordei, Cozmeni
Bordei, întâlnit și sub forma Burdei (în ucraineană Бурдей, transliterat Burdei și în germană Bordei) este un sat în raionul Cozmeni din regiunea Cernăuți (Ucraina), depinzând administrativ de comuna Cotul-Vânători. Are 330 locuitori, preponderent ucraineni (ruteni).
Satul este situat la o altitudine de 197 metri, pe malul râului Prut, în partea de sud-est a raionului Cozmeni.

## Istorie
Localitatea Bordei a făcut parte încă de la înființare din regiunea istorică Bucovina a Principatului Moldovei. După anexarea Bucovinei de către Imperiul Habsburgic în anul 1775, localitatea Bordei a făcut parte din Ducatul Bucovinei, guvernat de către austrieci. 
După Unirea Bucovinei cu România la 28 noiembrie 1918, satul Bordei a făcut parte din componența României, în Plasa Cosminului a județului Cernăuți. Pe atunci, majoritatea populației era formată din ucraineni, existând și o comunitate de români. 
Ca urmare a Pactului Ribbentrop-Molotov (1939), Bucovina de Nord a fost anexată de către URSS la 28 iunie 1940, reintrând în componența României în perioada 1941-1944. Apoi, Bucovina de Nord a fost reocupată de către URSS în anul 1944 și integrată în componența RSS Ucrainene. 
Începând din anul 1991, satul Bordei face parte din raionul Cozmeni al regiunii Cernăuți din cadrul Ucrainei independente. Conform recensământului din 1989, din cei 323 locuitori ai satului, 322 s-au declarat ucraineni și unul singur rus . În prezent, satul are 330 locuitori, preponderent ucraineni.

## Demografie
Componența lingvistică a localității Bordei
     Ucraineană (100%)
Conform recensământului din 2001, toată populația localității Bordei era vorbitoare de ucraineană (100%).
1989: 323 (recensământ)
2007: 330 (estimare)

### Recensământul din 1930
Componența etnică a comunei Bordei (județul Cernăuți)
     Români (0,74%)
     Ruteni (99,26%)
Componența confesională a comunei Bordei
     Ortodocși (100%)
Conform recensământului efectuat în 1930, populația comunei Bordei se ridica la 407 locuitori. Majoritatea locuitorilor erau ruteni (99,26%), cu o minoritate de români (0,74%). Din punct de vedere confesional, toți locuitorii erau ortodocși (100,0%).